# الألواح (مجلة)
الألواح مجلة لبنانية أصدرها السيد صدرالدين شرف الدين في العام 1950 وكانت تعنى بالشؤون الفكرية والأدبية، وقد توقفت بعد مدة قصيرة من صدورها فأصدر صدر الدين شرف الدين بدلا عنها مجلة النهج وهي مجلة ثقافية بحتة، وما لبثت أن توقفت بعد حين أيضاً. وكان السيد صدر الدين قد أصدر قبل هذه المجلة الأخيرة  صحيفة «الساعة» وهي صحيفة أسبوعية.